# 持田直
持田 直（もちだ ちょく、1856年3月26日（安政3年2月20日）- 1937年（昭和12年）11月3日）は、日本の教育者、政治家。衆議院議員、埼玉県児玉郡本庄町長。

## 経歴
武蔵国児玉郡本庄宿（のちの埼玉県児玉郡本庄町、現:本庄市）で、商家・持田市平の第四子として生まれる。書を僧・純道に、経史詩文を矢口謙斎について学ぶ。1875年、熊谷県立暢発学校師範学科を卒業。改進学校（現:本庄市立旭小学校）長、埼玉県教育会員を務めた。
1887年、公証人試験に合格。埼玉県会議員、同常置委員、児玉郡参事会員、本庄町会議員、同町長などを歴任。埼玉県庁の熊谷移転を主張した。
1898年3月、第5回衆議院議員総選挙で埼玉県第五区から自由党所属で出馬して当選。第6回総選挙でも再選され、衆議院議員を二期務めた。